# Трицветен листокрак
Трицветният листокрак (Phalaropus tricolor), наричан също голям листокрак, е вид птица от семейство Бекасови (Scolopacidae).

## Разпространение
Гнездят в прериите на Северна Америка, а през зимата мигрират към вътрешните солени езера край Андите в Аржентина.

## Описание
Най-едрият представител на род Листокраки (Phalaropus), те достигат дължина 23 сантиметра и маса 52 до 79 грама, като мъжките са по-дребни от женските. Хранят се главно с дребни насекоми и ракообразни, които ловят по дъното на плитки водоеми.